# Abbirim
Abbirim (hebr. אבירים) – wieś komunalna położona w Samorządzie Regionu Ma’ale Josef, w Dystrykcie Północnym, w Izraelu.

## Położenie
Abbirim jest położona na wysokości 562 metrów n.p.m. w północnej części Górnej Galilei. Leży na górzystym płaskowyżu wznoszącym się na północ od wadi strumienia Keziw. Po zachodniej stronie osady spływa wadi strumienia Saracho, a po stronie wschodniej wadi strumienia Zavit. Okoliczne wzgórza są zalesione. W otoczeniu wsi Abbirim znajdują się miasto Ma’alot-Tarszicha, miejscowości Fassuta, Churfeisz i Mi’ilja, moszawy Elkosz, Curi’el, Goren, Szomera i Ewen Menachem, oraz wsie komunalne Micpe Hilla i Gornot ha-Galil. Na północnym zachodzie jest położona baza wojskowa Szomera, będąca bazą 300 Brygady Piechoty Bar'am (rezerwowa).

### Podział administracyjny
Abbirim jest położona w Samorządzie Regionu Ma’ale Josef, w Poddystrykcie Akka, w Dystrykcie Północnym Izraela.

## Demografia
Stałymi mieszkańcami wsi są wyłącznie Żydzi. Tutejsza populacja jest świecka:

Źródło danych: Central Bureau of Statistics.

## Historia
Wieś została założona 25 grudnia 1980 roku w ramach rządowego projektu ha-Micpim be-Galil (hebr. המצפים בגליל; pol. Morze Perspektyw Galilei). Projekt ten zakładał zakładanie nowych osiedli w Galilei, aby w ten sposób poprawić pozycję demograficzną społeczności żydowskiej na północy kraju. Nazwę wioski zaczerpnięto od pobliskiej twierdzy krzyżowców Mecad Abirim (hebr. מצד אבירים). Osada powstała w obrębie dużego naturalnego kompleksu leśnego, a pierwsi mieszkańcy znaleźli zatrudnienie przy pracach leśnych. Budowali także ogrodzenie hodowli zajmującej się odtworzeniem tutejszej populacji danieli mezopotamskich. Miejscowi początkowo nazywali wieś Eder (hebr. אדר), ale z czasem zaczęto stosować nazwę Abbirim.

## Edukacja
Wieś utrzymuje przedszkole. Starsze dzieci są dowożone do szkoły podstawowej w kibucu Sasa lub szkoły średniej przy kibucu Kabri.

## Kultura i sport
We wsi znajduje się ośrodek kultury z biblioteką. Z obiektów sportowych boisko do koszykówki.

## Infrastruktura
We wsi jest przychodnia zdrowia, sklep wielobranżowy oraz warsztat mechaniczny.

## Turystyka
Okoliczne zalesione wzgórza są dużą atrakcją turystyczną. Szczególną uwagę przyciąga rezerwat przyrody strumienia Keziw. We wsi jest możliwość wynajęcia domków noclegowych. Corocznie odbywa się tutaj Festiwal Wina, na którym swoje wyroby prezentują okoliczni winiarze.

## Gospodarka
Niewielka część mieszkańców utrzymuje się z drobnego rolnictwa. Podstawą lokalnej gospodarki jest obsługa ruchu turystycznego. Część mieszkańców dojeżdża także do pracy w pobliskich strefach przemysłowych.

## Transport
Ze wsi wyjeżdża się na północny zachód drogą nr 8925, którą dojeżdża się do miejscowości Fassuta, i dalej do skrzyżowania z drogą nr 8944 przy moszawie Elkosz. Jadąc drogą nr 8944 na północny zachód dojeżdża się do skrzyżowania z drogą nr 899 przy bazie wojskowej Biranit, a jadąc na południe dojeżdża się do skrzyżowania z drogą nr 89.